# Sebat Bet Gurage jezik
Sebat bet gurage (gouraghie, guragie, gurague, zapadni gurage; ISO 639-3: sgw), jedan od 12 južnoetiopskih jezika kojim govori 2 320 000 (2006) u Etiopiji. 
Ima nekoliko dijalekata: chaha (cheha; 130 000), ezha (eza, izha; 120 000), gumer (gwemarra), gura (20 000), gyeto (80 000) i muher (90 000). Pismo: etiopsko. Nastao podijelm jezika zapadni gurage

## Vanjske poveznice
- Ethnologue (14th)
- Ethnologue (15th)